# Alexandre-François Caminade
Alexandre-François Caminade (Paris, 1783 – Paris, 1862) era um pintor francês.
Pintava principalmente quadros de temática religiosa e retratos e foi aluno de Jacques Louis David.

## Obras principais

### Retratos
- Louise-Anne de Bourbon-Condé, s.XIX, Mairie de Nozières e Château de Versailles.

## Subastadas
- Álbum de 64 desenhos, 34,5 par 28 cm, de diversa temática, na Piasa, Hotel Drouot, 16 de junho de 2004, lot 191, não vendido.
- 27 desenhos em três lotes, n° 171-173, diversidade temática, em Tajan, 15 de novembro de 2004, não vendidos.